# Meccanobiologia
La meccanobiologia è un ramo emergente della scienza che unisce la biologia e l'ingegneria per lo studio delle funzioni cellulari. Lo studio di tale ramo si concentra su come le forze fisiche e i cambiamenti nelle proprietà meccaniche delle cellule e dei tessuti contribuiscono allo sviluppo, alla differenziazione cellulare, alla fisiologia e alla malattia delle cellule stesse. Una grande sfida nel settore è la comprensione della meccanotransduzione, ovvero i meccanismi molecolari attraverso i quali le cellule comunicano e rispondono ai segnali meccanici.